# Regionalwahl in der Toskana 1980
Die Regionalwahl in der Toskana 1980 fand am 8. und 9. Juni statt.

## Wahlergebnis
| Listen            | Listen                                        | Stimmen   | %    | Mandate |
| ----------------- | --------------------------------------------- | --------- | ---- | ------- |
|                   | Partito Comunista Italiano                    | 1.159.489 | 46,5 | 25      |
|                   | Democrazia Cristiana                          | 715.747   | 28,7 | 15      |
|                   | Partito Socialista Italiano                   | 293.090   | 11,7 | 5       |
|                   | Movimento Sociale Italiano – Destra Nazionale | 92.243    | 3,7  | 1       |
|                   | Partito Socialista Democratico Italiano       | 77.729    | 3,1  | 1       |
|                   | Partito Repubblicano Italiano                 | 71.089    | 2,8  | 1       |
|                   | Partito Liberale Italiano                     | 32.002    | 1,3  | 1       |
|                   | Partito di Unità Proletaria per il Comunismo  | 27.012    | 1,1  | 1       |
|                   | Democrazia Proletaria                         | 26.621    | 1,1  | –       |
|                   | Partito Democratico – Lista per Trieste       | 221       | 0,0  | –       |
| Gesamt            | Gesamt                                        | 2.495.243 | 100  | 50      |
|                   |                                               |           |      |         |
| Ungültige Stimmen | Ungültige Stimmen                             | 124.535   | 4,8  |         |
| Wähler            | Wähler                                        | 2.619.778 | 93,1 |         |
| Wahlberechtigte   | Wahlberechtigte                               | 2.815.337 |      |         |